# Чистеју де Муреш (Алба)
Чистеју де Муреш (рум. Cisteiu de Mureș) насеље је у Румунији у округу Алба у општини Окна Муреш. Oпштина се налази на надморској висини од 252 m.

## Становништво
Према подацима из 2002. године у насељу је живело 710 становника.

### Попис2002.
| Расподела становништва по националности 2002.‍ | Расподела становништва по националности 2002.‍ | Расподела становништва по националности 2002.‍ | Расподела становништва по националности 2002.‍ | Расподела становништва по националности 2002.‍ |
| --------------------------------------------- | --------------------------------------------- | --------------------------------------------- | --------------------------------------------- | --------------------------------------------- |
|                                               |                                               |                                               |                                               |                                               |
| Румуни                                        | Румуни                                        |                                               | 489                                           | 68,9%                                         |
| Мађари                                        | Мађари                                        |                                               | 144                                           | 20,3%                                         |
| Роми                                          | Роми                                          |                                               | 77                                            | 10,8%                                         |